# Hidrocentrali Enver Hoxha
Hidrocentrali Enver Hoxha är ett vattenkraftverk i Albanien.   Det ligger i prefekturen Qarku i Shkodrës, i den norra delen av landet, 90 km norr om huvudstaden Tirana. Hidrocentrali Enver Hoxha ligger 82 meter över havet. Det ligger vid sjön Liqeni i Komanit.
Terrängen runt Hidrocentrali Enver Hoxha är kuperad åt sydost, men åt nordväst är den bergig. Hidrocentrali Enver Hoxha ligger nere i en dal.   Runt Hidrocentrali Enver Hoxha är det ganska glesbefolkat, med 27 invånare per kvadratkilometer.. 
I omgivningarna runt Hidrocentrali Enver Hoxha växer i huvudsak blandskog.